# Брюссельский городской музей
Брюссельский городской музей (фр. Musée de la ville de Bruxelles, нидерл. Museum van de Stad Brussel) — музей города Брюссель.
Музей принадлежит муниципалитету и расположен в Хлебном доме на площади Гран-Плас, архитектурный ансамбль которой является объектом Всемирного наследия ЮНЕСКО.
Задуманный в 1860-е годы и открытый в 1887 году, музей посвящён истории и фольклору Брюсселя от его основания до наших дней, которые представлены через картины, скульптуры, гобелены, гравюры, посуду, исторические костюмы, фотографии и модели, включая примечательное масштабное изображение города в Средние века. Интересно, что в музее создан специальный маршрут для детей.
Всего представлено более 7000 экспонатов. Наиболее известные — две диорамы города Брюсселя в его первые дни и в период его расцвета в 1500-х годах, а также коллекция картин Арта ван ден Босхе и Шарля Мейнье. До февраля 2017 года в музее находилась оригинальная статуя Писающего мальчика.
Городской музей Брюсселя открыт каждый день, кроме понедельника, с 10:00 до 17:00. В первое воскресенье каждого месяца вход в музей бесплатный.